# Świadkowie Jehowy w Islandii
Świadkowie Jehowy w Islandii – społeczność wyznaniowa w Islandii, należąca do ogólnoświatowej wspólnoty Świadków Jehowy, licząca w 2023 roku 418 głosicieli, należących do 7 zborów. W 2023 roku na dorocznej uroczystości Wieczerzy Pańskiej zgromadziło  się 728 osób. Działalność miejscowych głosicieli koordynuje skandynawskie Biuro Oddziału z siedzibą w duńskim Holbæk.

## Historia

### Początki
1 czerwca 1929 roku do Reykjaviku przybył ze Stanów Zjednoczonych 40-letni Georg Fjölnir Lindal, który w ten sposób stał się pierwszym głosicielem w Islandii. Do końca października G.F. Lindal rozpowszechnił 800 egzemplarzy książki „Harfa Boża” w języku islandzkim. Do 1936 roku Georg F. Lindal udostępnił w Islandii około 26–27 tys. książek.
25 marca 1947 roku do Islandii przybyło dwóch misjonarzy – absolwentów Biblijnej Szkoły Strażnicy – Gilead. Kolejni misjonarze przybyli rok później. Do 1950 roku misjonarze rozpowszechnili ponad 16 000 publikacji biblijnych. W stolicy utworzyli też mały zbór.
W 1951 roku odbyło się pierwsze islandzkie zgromadzenie Świadków Jehowy z udziałem 55 osób. Rok później w czerwcu, małżeństwo pionierów Oliver i Sally Macdonald zaczęło głosić na północy kraju, głównie w Akureyri. Tam jednak napotykali ostry sprzeciw ze strony wyznania Braci plymuckich, którym przewodził brytyjski konsul. W 1953 roku Georg F. Lindal po wielu latach służby kaznodziejskiej wyjechał do Kanady.
W 1956 roku siedmiu Islandczyków zostało Świadkami Jehowy. Rok później na wyspę przybyli nowi współwyznawcy z Danii, Szwecji i Niemiec. W czerwcu 1958 roku Islandię odwiedził amerykański nadzorca strefy (przedstawiciel Biura Głównego Świadków Jehowy) – Filip Hoffmann. Wygłosił on przemówienie do 38 osób. Od tamtego roku zgromadzenia odbywają się co roku. W tym samym roku 5 delegatów wyjechało na europejskie kongresy pod hasłem „Wola Boża”.
Od 1 stycznia 1960 roku zaczęła się ukazywać islandzka edycja „Strażnicy”. W ciągu tego roku 41 głosicieli rozpowszechniło 26 479 egz. tego czasopisma. 1 stycznia 1962 roku otwarto Biuro Oddziału. W latach 1961–1969 islandzkie delegacje były obecne na kongresach w Europie. W 1969 roku na kongres pod hasłem „Pokój na ziemi” wyjechało do Kopenhagi 110 islandzkich Świadków Jehowy (80 procent działających głosicieli). Była to największa grupa delegatów z Islandii uczestniczących w kongresie międzynarodowym.
W 1965 roku powstał zbór w Keflavíku (obecne Reykjanesbær). W 1968 roku do Islandii przyjechał Nathan H. Knorr, członek Ciała Kierowniczego.

### Rejestracja prawna
W roku 1969 Świadkowie Jehowy zostali prawnie uznani i zarejestrowani w Ministerstwie Sprawiedliwości i Spraw Wyznaniowych. W maju 1970 roku Islandię odwiedził Milton G. Henschel. W 1975 roku oddano do użytku nowe powiększone Biuro Oddziału. W 1983 roku w Islandii działało 146 Świadków Jehowy.
W roku 1987 w Akureyri wybudowano nową Salę Królestwa i dom misjonarski. W realizacji tej inwestycji brało udział również 60 wolontariuszy z Finlandii i Szwecji. Rok później w Selfoss i w Reyðarfjörður powstały niewielkie zbory. W 1992 roku utworzono islandzki Komitet Łączności ze Szpitalami. W czerwcu 1995 roku w Keflavík i w Selfoss wybudowano pierwsze Sale Królestwa w Islandii wzniesione metodą szybkościową, budowa trwała zaledwie cztery dni.
W 2001 roku urządzono wystawę dotyczącą prześladowań Świadków Jehowy w hitlerowskich Niemczech. Wystawę w trzech miejscach obejrzało 3896 osób, wyświetlano też islandzką wersję językową filmu Niezłomni w obliczu prześladowań – Świadkowie Jehowy a hitleryzm. W Akranes powstał zbór. W 2010 roku w Islandii działało 362 Świadków Jehowy w 6 zborach. Rok później powstały dwa kolejne zbory. W 2012 roku w Islandii działało 377 głosicieli. Nadzór nad działalnością miejscowych wyznawców przejęło duńskie Biuro Oddziału.
Delegacje z Islandii brały udział w kongresach specjalnych, w 2012 roku („Strzeż swego serca!”) w Göteborgu, w roku 2013 („Słowo Boże jest prawdą!”) w Kopenhadze, w 2015 roku („Naśladujmy Jezusa!”) w Sztokholmie w Szwecji, w 2016 roku („Lojalnie trwajmy przy Jehowie!”) w holenderskim Utrechcie oraz w Nuuk na Grenlandii.
19 lipca 2019 roku na kongresie międzynarodowym pod hasłem „Miłość nigdy nie zawodzi!” w Kopenhadze w Danii ogłoszono wydanie Chrześcijańskich Pism Greckich w Przekładzie Nowego Świata w języku islandzkim. W kongresie uczestniczyło 341 delegatów z Islandii. W 2022 roku Pismo Święte w Przekładzie Nowego Świata zostało udostępnione w języku islandzkim.
28–30 czerwca 2024 roku w Reykjavíku odbył się kongres specjalny pod hasłem „Głośmy dobrą nowinę!” z udziałem zagranicznych delegacji m.in. z Belgii, Francji, Japonii, Kanady, Polski i Stanów Zjednoczonych. Liczba obecnych wyniosła 1312 osób. W pierwszym dniu kongresu David Splane, członek Ciała Kierowniczego, ogłosił wydanie Pisma Świętego w Przekładzie Nowego Świata w języku islandzkim.
Zebrania zborowe odbywają się w języku islandzkim, angielskim, hiszpańskim i polskim (do 2020 roku także w litewskim i perskim). Kongresy regionalne i zgromadzenia obwodowe odbywają się w języku islandzkim.
Na Islandii funkcjonują 4 Sale Królestwa. Biuro Tłumaczeń na j. islandzki znajduje się w Reykjaviku.

## Zbór polskojęzyczny
W 2016 roku grupa posługująca się językiem polskim (powstała kilka lat wcześniej) została przekształcona w zbór polskojęzyczny w Reykjavíku. Zbór ten w 2017 roku liczył ponad 40 głosicieli, którzy prowadzili z osobami zainteresowanymi przeszło 20 bezpłatnych kursów biblijnych. Do 2020 roku przy zborze działała również grupa litewskojęzyczna. Zbór należy do obwodu polskojęzycznego: EU Polish 5A. W latach 2011–2016 zbór był grupą polskojęzyczną przy zborze angielskojęzycznym.